# سفارة تونس في اليابان
سفارة تونس في اليابان هي أرفع تمثيل دبلوماسي لدولة تونس لدى اليابان. تقع السفارة في وهي تهدف لتعزيز المصالح التونسية في اليابان.

## وصلات خارجية
- قائمة سفارات تونس
- قائمة السفارات في اليابان